# 千葉美苗
千葉 美苗（ちば みな、1977年6月16日 - ）は、2002年（平成14年）の『ミス・ユニバース・ジャパン』であり、同年のミス・ユニバース世界大会に日本代表として出場した。

## 人物
東京都出身。聖心女子大学卒業。身長175cmで、カーレース、茶道、ピアノなどを趣味・特技としている。保育士の資格も所持。

### ミス・ユニバース
24歳だった2002年（平成14年）2月にミス・ユニバース日本代表となり、同年5月にプエルトリコの首都サンフアンにあるロベルト・クレメンテ・コロシアムで開催された、ミス・ユニバース2002世界大会に出場した。同大会ではセミファイナルには選ばれず、無冠であった。

### 自動車競技
父はメカトロニクス大手、太産工業の創業二代目、千葉泰常である。
泰常は、自動車レーシングチーム『チーム・タイサン』のオーナーであるほか、ベントレーなど高級自動車のコレクターとしても知られるため千葉自身も自動車とは深く係わるようになり、国内自動車A級ライセンスを所有してカーレースに参加しているほか、2002年（平成14年）には自動車競技 『GC-21』のイメージガールを務めている。

### 私生活
2007年（平成19年）6月、イタリア系ハーフの男性と結婚した。披露宴は東京・六本木のグランドハイアット東京で行われ、ネコ・パブリッシング創業者の笹本健次ら、多くの著名人が出席した。